# برام د خروت
برام د خروت (هلندی: Bram de Groot؛ زادهٔ ۱۸ دسامبر ۱۹۷۴) دوچرخه‌سوار اهل هلند است.